# Teorema de los tres círculos de Hadamard
En análisis complejo, una rama de las matemáticas, el teorema de los tres círculos de Hadamard es un resultado sobre el comportamiento de las funciones holomorfas.
Sea {\displaystyle f(z)} una función holomorfa en un dominio anular
{\displaystyle r_{1}\leq \left|z\right|\leq r_{3}.}
Sea {\displaystyle M(r)} el máximo de {\displaystyle |f(z)|} en el círculo {\displaystyle |z|=r.} Entonces, {\displaystyle \log M(r)} es una función convexa del logaritmo {\displaystyle \log(r).} Además, si {\displaystyle f(z)} no tiene la forma {\displaystyle cz^{\lambda }} para algunas constantes {\displaystyle \lambda } y {\displaystyle c}, entonces {\displaystyle \log M(r)} es estrictamente convexo por ser una función de {\displaystyle \log(r).}
La conclusión del teorema se puede reformular como
{\displaystyle \log \left({\frac {r_{3}}{r_{1}}}\right)\log M(r_{2})\leq \log \left({\frac {r_{3}}{r_{2}}}\right)\log M(r_{1})+\log \left({\frac {r_{2}}{r_{1}}}\right)\log M(r_{3})}
para tres círculos concéntricos cualesquiera de radios {\displaystyle r_{1}<r_{2}<r_{3}.}

## Historia
John Edensor Littlewood dio una declaración y una demostración del teorema en 1912, pero no lo atribuye a nadie en particular, y lo declara como un teorema conocido. Harald Bohr y Edmund Landau atribuyen el teorema a Jacques Hadamard (1896); pero el propio Hadamard no publicó ninguna demostración.

## Demostración
El teorema de los tres círculos se deriva del hecho de que para cualquier a real, la función Re log(zaf(z)) es armónica entre dos círculos y, por lo tanto, toma su valor máximo en uno de los círculos. El teorema se sigue eligiendo la constante a de modo que esta función armónica tenga el mismo valor máximo en ambos círculos.
El teorema también se puede deducir directamente del teorema de las tres rectas de Hadamard.

## Aplicación: teorema de Jentzsch
Como demostró Edmund Landau, se puede deducir otro resultado bien conocido de la teoría de funciones aplicando el teorema de los tres círculos, a saber, el teorema de Jentzsch, presentado en 1914 durante la disertación inaugural del propio Robert Jentzsch, quien publicó el enunciado en la revista Acta Mathematica de 1916. Este teorema, que dio lugar a muchas investigaciones teórico-funcionales adicionales, puede formularse de la siguiente manera:
Dado un {\displaystyle \mathbb {C} } {\displaystyle z_{0}=0} desarrollado en serie de potencias alrededor del punto {\displaystyle f(z)=\sum _{n=0}^{\infty }{a_{n}z^{n}}=a_{0}+a_{1}z^{1}+a_{2}z^{2}+\ldots +a_{n}z^{n}+a_{n+1}z^{n+1}\ldots }
con radios de convergencia {\displaystyle r\in (0\;,\;\infty )} y {\displaystyle D=\{z\in \mathbb {C} \colon |z|<r\}} finitos.
La función de valores complejos {\displaystyle f\colon \,D\to \mathbb {C} ,\;z\mapsto f(z)} asociada
no es una constante y hace que {\displaystyle a_{0}\neq 0}.
Además,
{\displaystyle s_{k}(z)=\sum _{n=0}^{k}{a_{n}z^{n}}=a_{0}+a_{1}z+a_{2}z^{2}+\ldots +a_{k}z^{k}\;(k\in \mathbb {N} _{0})}
la función en serie formada con este propósito.

Entonces:
En cada entorno abierto arbitrariamente pequeño de cada punto de la frontera del círculo de convergencia, un número infinito de funciones en serie siempre tienen al menos una raíz.